# Едмънд Певънзи
Едмънд Певънзи (на английски: Edmund Pevensie) е измислен герой от фентъзи-поредицата за деца на К. С. Луис – „Хрониките на Нарния“. Той е третият по големина от децата на семейство Певънзи. Наречен е още крал Едмънд Справедливия. Действащо лице е в „Лъвът, Вещицата и дрешникът“, „Принц Каспиан“, "Плаването на „Разсъмване“", „Брий и неговото момче“ и в „Последната битка“.